# Macrobrachium holthuisi
Macrobrachium holthuisi is een garnalensoort uit de familie van de Palaemonidae. De wetenschappelijke naam van de soort is voor het eerst geldig gepubliceerd in 1978 door Genofre & Lobão.